# Akhlamu
Akhlamu (en escriptura cuneïforme Aḫlamū, literalment 'els companys') eren grups semites seminòmades establerts a l'alta Mesopotàmia. Vivien a l'oest de l'Eufrates, entre la desembocadura del riu Khabur i Tadmor.
Els mesopotamis els mencionen a partir del segle xviii aC i els fan enemics dels assiris. Al segle xiii aC en parlen els egipcis a les Cartes d'Amarna en temps d'Akhenaton, on es llegeix que havien travessat l'Eufrates.
En una inscripció del rei assiri Adadnirari I es diu que el pare del rei, Arikdenili va derrotar a diversos pobles que vivien a les muntanyes, entre ells als akhlamu. Segons diu també la inscripció, Adadnirari va derrotar el rei d'Hanigalbat Shattuara II que s'havia aliat amb els akhlamu per lluitar contra Assíria. Més endavant, el rei hitita Hattusilis III, es queixa al rei cassita de Babilònia Kadaixman-Enlil II que els akhlamu havien interromput la correspondència diplomàtica entre els dos regnes.
En temps del rei assiri Aixurreixixi I eren enemics dels assiris, i entre els títols d'aquest rei, i del seu successor Teglatfalassar I hi figurava "victoriós sobre els akhlamu, els lullubi, i els gutis". Sembla que una de les sub-tribus dels akhlamu eren els arameus.